# 村上幸司
村上 幸司（むらかみ こうじ、1979年11月4日 - ）は、日本の元フリーアナウンサー。
愛媛県出身。2002 年 3 ⽉ 愛媛大学 教育学部 初等教育教員養成課程を卒業後、2002 年 ４⽉ 大日本印刷 入社。2003年10月にテレビ愛媛（アナウンス職）に入社。2009年3月テレビ愛媛退社。フリーアナウンサーとして2011 年 4 ⽉からは圭三プロダクションに移籍。2019 年 3 ⽉ からは、国⽴研究開発法⼈国⽴成育医療研究センター（広報企画専⾨職）。

## 過去の担当番組
テレビ愛媛時代
- EBCスーパーニュース　ニュースキャスター（木・金曜）／スポーツキャスター（月 - 金曜）
- テレチュー2.5h「新鮮!まる生愛媛」
- スポーツ中継など

退社後
- TOKYO MX「チェックタイム」アナウンサー。そのほか平日9:59と12:55のニュースも担当。（2012年4月-2013年3月）
- TOKYO MX NEWS（TOKYO MX）キャスター（2012年10月 - 2017年10月）
  - 2012年10月から2013年3月までは、平日の朝と昼のスポット枠担当。2013年4月1日から2014年3月31日までは朝7時のメインキャスターとその後のスポット枠や昼のニュースを担当。2014年4月から2016年3月までは昼前のニュースと午後のスポット枠を担当。2016年4月から2017年10月31日までは平日昼間と夕方の中継リポーター及び夜間を担当。